# برايان رينولدز
برايان رينولدز (10 يونيو 1932 في المملكة المتحدة - 7 فبراير 2015) (بالإنجليزية: Brian Reynolds)‏ هو لاعب كريكت بريطاني. لعب مع نادي مقاطعة نورثامبتونشير للكريكت ‏.

## وصلات خارجية
- برايان رينولدز على موقع إي آس بي آن كريك إنفو (الإنجليزية)